# Ortley (Dakota Południowa)
Ortley – miasto w Stanach Zjednoczonych, w stanie Dakota Południowa, w hrabstwie Grant.